# Juan Eugenio Hartzenbusch

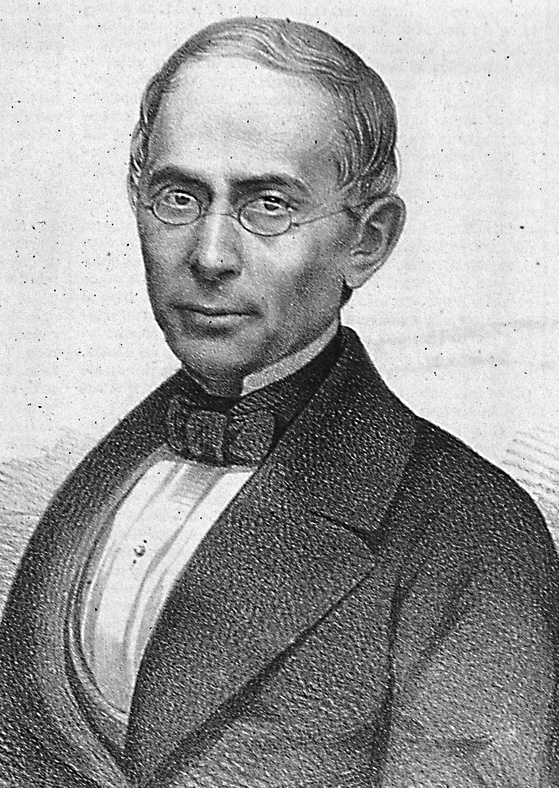
Juan Eugenio Hartzenbusch

Juan Eugenio Hartzenbusch (n. 6 septembrie 1806 - d. 2 august 1880) a fost un dramaturg spaniol.
A fost director al Bibliotecii Naționale a Spaniei.
Ca scriitor, a scris drame istorico-legendare de factură romantică.

## Scrieri
- 1837: Amanții din Teruel ("Los amantes de Teruel")
- 1839: Doña Mencia
- 1839: Fiola vrăjită ("La redoma encantada")
- 1841: Alfonso cel Cast ("Alfonso el Casto")
- 1845: Jurământul de la Sfânta Gadea ("La jura en Santa Gadea")
- 1848: Romancero pitoresc ("Romancero pintoresco")
- 1862: Fabule ("Fabulas").

Hartzenbusch a scris și studii critice despre Lope de Vega, Tirso de Molina, Pedro Calderón de la Barca.